# The Red Hot Chili Peppers
| Recensione | Giudizio |
| ---------- | -------- |
| AllMusic   | [ 1 ]    |

The Red Hot Chili Peppers è il primo album in studio del gruppo musicale statunitense Red Hot Chili Peppers, pubblicato il 10 agosto 1984. È considerato uno dei primi album funk rock e funk metal, ma è stato anche elogiato per il fatto di aver contribuito a precorrere il fenomeno rap rock.

## Scrittura e registrazione
L'album fu prodotto da Andy Gill dei Gang of Four, che secondo le dichiarazioni dei membri originari, era contrario alle loro scelte stilistiche. Il cantante Anthony Kiedis riuscì col suo gruppo a completare la registrazione, ma non apprezzò il risultato finale, che considerava privo della carica innovativa del demo del 1983 da cui fu in gran parte derivato. Nella sua autobiografia del 2004, intitolata Scar Tissue, Kiedis dichiarò "di aver pesantemente criticato la collaborazione con Gill dopo aver saputo che quest'ultimo aveva scritto una parolaccia su una sua agenda, davanti al titolo della canzone Police Helicopter, che rappresentava uno dei momenti migliori della nostra produzione ma non per Gill, che a tutti i costi voleva renderci un fenomeno da radio e televisione."

## Descrizione
Al momento della pubblicazione del disco, la formazione del gruppo era ufficialmente composta da Flea, Anthony Kiedis, il batterista Cliff Martinez e il chitarrista Jack Sherman. Invece Hillel Slovak e Jack Irons furono esclusi dalle registrazioni perché impegnati con i What Is This?, sotto contratto con la MCA.
Storicamente l'album è stato uno dei primissimi a mescolare elementi di musica nera, rap e funk in primo luogo con True Men Don't Kill Coyotes, Baby Appeal, Get Up and Jump, Why Don't You Love Me e Out in L.A., con elementi di punk (Police Helicopter) e di jazz (Mommy Where's Daddy) e preannunciando in alcuni momenti il rap metal (Green Heaven). All'inizio non incontrò il successo sperato, perché il gruppo era alle prese con problemi interni e col produttore Andy Gill, e la loro musica era ancora in via di definizione. Col suo primo album il gruppo inaugurò comunque l'idea di eseguire strofe rap su basi rock, pochi anni prima dell'avvento del rap metal e delle sue varianti.
Dal disco fu estratto come singolo Get Up and Jump. La lista tracce contiene anche Out in L.A., la prima canzone scritta dal gruppo, dedicata a Los Angeles e alla vita nelle sue strade, e la reinterpretazione di Why Don't You Love Me di Hank Williams.

Screenshot del video di True Men Don't Kill Coyotes

True Men Don't Kill Coyotes fu il primo brano per il quale i Red Hot Chili Peppers girarono un video musicale, ma non venne pubblicato come singolo.
Il clip, che usa molti colori fluorescenti, mostra la band che si esibisce su un terreno ai piedi di una finta collina sulla quale campeggia la scritta Hollywood. All'inizio del video si vede un agricoltore che annaffia il terreno, da dove il gruppo salta fuori e inizia a suonare.
True Men Don't Kill Coyotes e Get Up and Jump sono stati inseriti nella raccolta What Hits!? del 1992.
Nel 2003 è uscita una versione rimasterizzata di The Red Hot Chili Peppers, contenente anche l'inedita What It Is e i demo di Out in L.A., Get Up and Jump, Police Helicopter e Green Heaven.
La cantante dei Rose Royce, Gwen Dickey, detta anche Rose Norwalt, eseguì parti vocali d'accompagnamento nella traccia "Mommy, Where's Daddy?". Nelle versioni dal vivo del brano, le sue parti furono eseguite da Flea.

## Accoglienza
Il debutto omonimo dei Red Hot Chili Peppers acquisì subito la fama di insuccesso musicale, raggiungendo solo la posizione numero 201 della classifica Billboard 200, e mantenendo questa posizione per otto settimane. L'album ricevette discreto seguito in radio e su MTV, e permise al gruppo di costruire una prima propria schiera di fan. The Red Hot Chili Peppers ricevette critiche miste, compresa però anche una recensione positiva da parte della rivista Spin, come ricordato dal cantante Anthony Kiedis nella sua autobiografia Scar Tissue. Stephen Thomas Erlewine di Allmusic scrisse in seguito che "il loro primo lavoro peccava di scarsa qualità di produzione". Al 2007 ha venduto a livello mondiale circa trecentomila copie, permettendo al pubblico di conoscere la prima fase della carriera del gruppo. Kiedis e Flea hanno ammesso, nel corso degli anni, che in origine avrebbero voluto pubblicare le versioni demo delle tracce del disco, incise con gli altri due membri originari, il chitarrista Hillel Slovak e il batterista Jack Irons; i due membri fondatori hanno però dichiarato, in vari libri musicali, di apprezzare ugualmente il lavoro alla chitarra di Jack Sherman, soprattutto per quanto riguarda l'apporto di influssi funk nei brani, che invece non furono presenti nei lavori con Slovak.

## Tracce
1. True Men Don't Kill Coyotes – 3:40 (Flea, Anthony Kiedis, Cliff Martinez, Jack Sherman)
2. Baby Appeal – 3:40 (Flea, Anthony Kiedis, Cliff Martinez, Jack Sherman, Hillel Slovak)
3. Buckle Down – 3:24 (Flea, Anthony Kiedis, Cliff Martinez, Jack Sherman)
4. Get Up and Jump – 2:53 (Flea, Jack Irons, Anthony Kiedis, Hillel Slovak)
5. Why Don't You Love Me – 3:25 (Hank Williams)
6. Green Heaven – 3:59 (Flea, Jack Irons, Anthony Kiedis, Hillel Slovak)
7. Mommy, Where's Daddy? – 3:31 (Flea, Anthony Kiedis, Cliff Martinez, Jack Sherman)
8. Out in L.A. – 2:00 (Flea, Jack Irons, Anthony Kiedis, Hillel Slovak)
9. Police Helicopter – 1:16 (Flea, Jack Irons, Anthony Kiedis, Hillel Slovak)
10. You Always Sing the Same – 0:19 (Flea, Anthony Kiedis)
11. Grand Pappy du Plenty – 4:14 (Flea, Anthony Kiedis, Cliff Martinez, Jack Sherman, Andy Gill)

Tracce bonus presenti nell'edizione rimasterizzata del 2003
1. Get Up and Jump (Demo) – 2:37 (Flea, Jack Irons, Anthony Kiedis, Hillel Slovak)
2. Police Helicopter (Demo) – 1:12 (Flea, Jack Irons, Anthony Kiedis, Hillel Slovak)
3. Out in L.A. (Demo) – 1:56 (Flea, Jack Irons, Anthony Kiedis, Hillel Slovak)
4. Green Heaven (Demo) – 3:50 (Flea, Jack Irons, Anthony Kiedis, Hillel Slovak)
5. What It Is (AKA Nina's Song) (Demo) – 3:57 (Flea, Anthony Kiedis)

## Formazione
- Anthony Kiedis - voce
- Jack Sherman - chitarra
- Flea - basso
- Cliff Martinez - batteria

## Tour promozionale
Per promuovere l'album, il gruppo intraprese durante quello stesso anno il 1984 Tour.